# Biserica de lemn din Roșcani, Republica Moldova
Biserica de lemn cu 2 stele funerare este o biserică amplasată în Roșcani, raionul Strășeni, Republica Moldova. Este un monument arhitectural de importanță națională inclus în Registrul monumentelor Republicii Moldova ocrotite de stat cu nr. 1411 (raionul Strășeni). Datează din 1794.